# Bert Perrigo
Albert E. Perrigo, conegut com a Bert Perrigo   (Birmingham, 1903 - 1985) va ser un pilot de trial anglès de renom que va esdevenir enginyer en cap i director de competició de BSA. Les seves idees van influir en el disseny de moltes de les motocicletes més venudes d'aquest fabricant, entre elles la Gold Star.

## Biografia
Fill d'un forner que regentava una fleca a Small Heath (Birmingham), en comptes de seguir el negoci familiar, Bert Perrigo va trobar feina com a conductor de furgonetes per a Bordesley Engineering Co, una empresa amb seu a la New Bond Street de Birmingham que produïa motocicletes sota la marca Connaught des del 1912. Mentre treballava per a Bordesley, Perrigo va convèncer els directius de l'empresa d'apuntar-lo a una prova de 24 hores de durada que anava de Londres a Edimburg, la qual finalment va guanyar a més d'aconseguir-hi la primera de les nombroses medalles d'or que va obtenir al llarg de la seva carrera.
El 1929, Bert Perrigo va guanyar la prova inaugural del British Experts Trial (un èxit que va repetir el 1931) i ben aviat va esdevenir un dels pilots de trial més reeixits del Regne Unit. Va formar part de l'equip britànic en diverses edicions dels Sis Dies Internacionals (ISDT) i va guanyar una medalla d'or i el Trofeu per equips a la de 1932, celebrada a Merano (Itàlia). El 1937, Perrigo va guanyar amb una BSA B25 Empire Star la Colmore Cup i la Victory Cup, dues importants proves de trial.

### Dissenyador de motocicletes

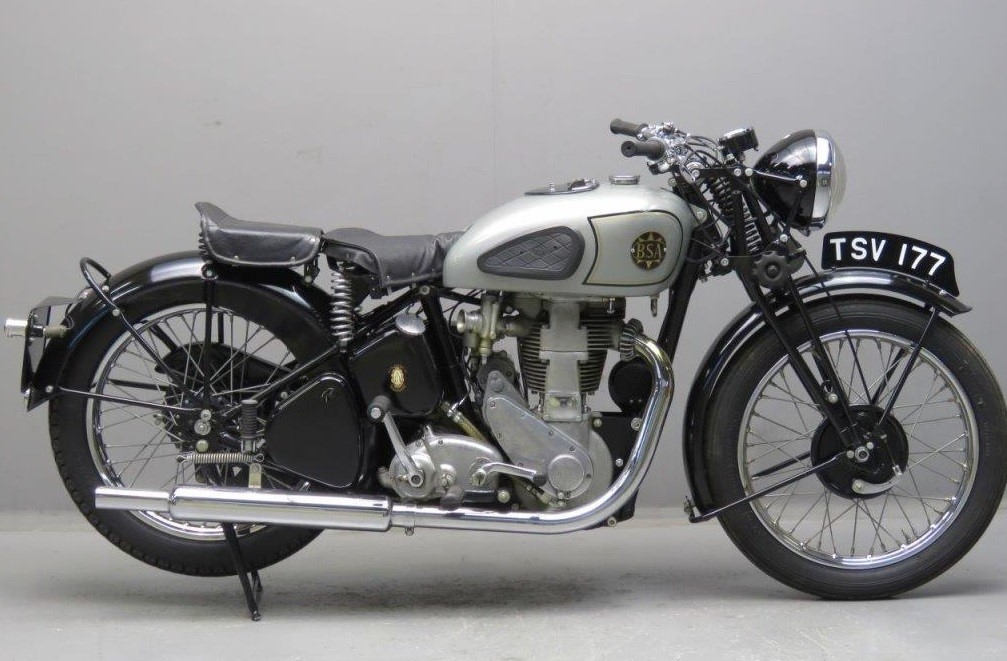
Una BSA Gold Star M24 de 1939

Quan Bordesley Engineering va tancar el 1926, Bert Perrigo va entrar a BSA i es va incorporar al departament de competicions. El seu èxit en les proves de trial era important per a l'empresa i amb la seva col·laboració es va desenvolupar la gamma BSA Blue Star. BSA li pagava a Perrigo mig penic com a royalty per cada Blue Star venuda.
El seu primer gran èxit comercial va arribar el 1937, quan Wal Handley va guanyar una Brooklands Gold Star ("estrella d'or de Brooklands") en haver completat una volta a aquell autòdrom amb una BSA Empire Star de 500 cc a més de 100 mph (160 km/h). En aquella època, qualsevol que aconseguís una volta de 100 mph durant una cursa rebia la "Gold Star", una insígnia d'esmalt de 2,5 cm amb un petit quadrat a la part inferior que deia "100". Perrigo va veure-hi una bona oportunitat de màrqueting i va persuadir els caps de BSA d'invertir en el desenvolupament de les noves BSA Gold Star de 350 i 500 cc, un model que es va convertir en un dels més venuts de la marca durant les dues dècades següents fins que es va deixar de fabricar el 1963. Perrigo va ser recompensat amb l'ascens a enginyer en cap i el càrrec de director de l'equip oficial de BSA. Des d'aquest càrrec, Perrigo va dirigir entre d'altres l'equip oficial de fàbrica que va guanyar el Maudes Trophy el 1952, quan tres BSA Star Twin 500 van completar amb èxit una llarga gira per Europa. A més de participar en els ISDT, l'equip va completar 4.958 milles (quasi 8.000 km) sense problemes mecànics, un èxit que tingué una important repercussió comercial per a BSA, en una època en què la fiabilitat de les motocicletes era un factor clau.

## Palmarès
- 2 victòries al British Experts Trial (1929 i 1931)
- 1 victòria al Trofeu dels ISDT (1932)